# Efekt Kondo
Efekt Kondo – w fizyce ciała stałego terminem tym określa się ogół procesów odpowiedzialnych za obserwowaną w niskich temperaturach (poniżej temperatury Kondo) anomalną zależność oporu materiału od temperatury, zaobserwowaną po raz pierwszy przez W. J. de Haasa w 1934 roku, następnie częściowo wytłumaczoną przez Juna Kondo w 1964, oraz ostatecznie w pełni wyjaśnioną przez Kennetha G. Wilsona w 1975 roku. Najprościej efekt Kondo można opisać jako efekt oddziaływania pojedynczych magnetycznych atomów domieszki z elektronami przewodnictwa materiału diamagnetycznego, czyli skomplikowany problem wielociałowy.
Efekt Kondo występuje w metalach niemagnetycznych domieszkowanych atomami o niezerowym momencie magnetycznym związanym ze spinem elektronów na orbitalu d. Np. występuje on w złocie domieszkowanym żelazem, lub miedzi domieszkowanej kobaltem, przy czym efekt można zaobserwować nawet przy niewielkiej koncentracji domieszki. Temperatura Kondo jest rzędu kilku do kilkunastu, maksymalnie kilkudziesięciu kelwinów.

## Anomalny opór
Przez anomalną zależność oporu od temperatury, obserwowaną w efekcie Kondo, rozumie się występowanie minimum oporu dla temperatury Kondo. Dla nie wykazujących szczególnych własności materiałów, wraz ze spadkiem temperatury następuje spadek oporu (następuje zmniejszanie intensywności rozpraszania na fononach), aż w dostatecznie niskich temperaturach zostaje osiągnięty stan nasycenia i wartość oporu pozostaje stała, aż do zerowej temperatury (tzw. opór resztkowy, wynikający głównie z rozpraszania elektronów na domieszkach i defektach sieci). W przypadku materiałów wykazujących efekt Kondo poniżej temperatury Kondo następuje logarytmiczny wzrost oporu ze spadkiem temperatury. Całkowitą zależność oporu od temperatury możemy wtedy przedstawić jako:
{\displaystyle \rho (T)=\rho _{0}+bT^{5}+c_{m}\ln {\frac {\mu }{T}},}
gdzie pierwszy człon to opór resztkowy, drugi – wkład do oporu od rozpraszania na drganiach sieci, oraz ostatni człon logarytmicznej zależności od temperatury, stanowiący istotę problemu Kondo.

## Kwantowy opis zjawiska
Hamiltonian Andersona zaproponowany przez P. W. Andesona, opisujący elektrony przewodnictwa, ich wzajemne oddziaływanie, jak i oddziaływanie z momentami magnetycznymi domieszki można, w formalizmie drugiej kwantyzacji, zapisać:
{\displaystyle {\hat {H}}=\epsilon _{d}a_{d}^{+}a_{d}+\sum _{\mathbf {k} \sigma }{\epsilon _{\mathbf {k} }a_{\mathbf {k} \sigma }^{+}a_{\mathbf {k} \sigma }}+\sum _{\mathbf {k} \sigma }{(V_{\mathbf {k} \sigma }a_{\mathbf {k} \sigma }^{+}a_{d\sigma }+V_{\mathbf {k} \sigma }^{*}a_{d\sigma }^{+}a_{\mathbf {k} \sigma })}+Un_{d\uparrow }n_{d\downarrow },}
gdzie pierwszy człon opisuje energie elektronu na orbitalu d magnetycznej domieszki, drugi – energie kinetyczną elektronów przewodnictwa, trzeci – oddziaływanie elektronów przewodnictwa z momentem magnetycznym domieszki, a czwarty odpowiada za oddziaływania dwu elektronów na tym samym orbitalu d.
Po odpowiednich przekształceniach, z hamiltonianiu Andersona, można otrzymać hamiltonian, który w swoich rachunkach zastosował Kondo, a który opisuję rozpraszanie elektronów o pędzie {\displaystyle \mathbf {k} } do elektronów w stanie o pędzie {\displaystyle \mathbf {k'} }:
{\displaystyle {\hat {H}}_{ex}=-J_{ef}\sum _{\mathbf {k'} \mathbf {k} }[(a_{\mathbf {k'} \uparrow }^{+}a_{\mathbf {k} \uparrow }-a_{\mathbf {k'} \downarrow }^{+}a_{\mathbf {k} \downarrow })S_{z}+a_{\mathbf {k'} \uparrow }^{+}a_{\mathbf {k} \downarrow }S_{-}+a_{\mathbf {k'} \downarrow }^{+}a_{\mathbf {k} \uparrow }S_{+}],}
gdzie {\displaystyle J_{ef}} jest współczynnikiem sprzężenia elektronów przewodnictwa i d-elektronu (odpowiednia całka, której postać można jawnie znaleźć), a {\displaystyle S_{z},} {\displaystyle S_{+},} {\displaystyle S_{-}} są odpowiednio operatorem zetowej składowej, oraz operatorami zwiększania i zmniejszania zetowej składowej spinu magnetycznej domieszki.
Aby znaleźć zależność oporu próbki od temperatury stosuje się rachunek zaburzeń (odpowiednio oblicza się macierz przejścia, a z niej czas relaksacji rozpraszanych elektronów potrzebny do wyznaczenia oporu). W pierwszym rzędzie rachunku zaburzeń otrzymuje się brak zależności oporu od temperatury, natomiast w drugim rzędzie, jak pokazał w 1964 roku Kondo, otrzymujemy logarytmiczną rozbieżność oporu dla temperatury dążącej do zera. Oczywiste jest, że ten niefizyczny wynik jest niepoprawny dla temperatur bliskich zera, gdzie energia zaburzenia, wynikająca z hamiltonianu Kondo, jest zbyt duża dla stosowania rachunku zaburzeń. Niemniej jednak wynik otrzymany przez Kondo poprawnie odwzorowuje występowanie minimum oporu, oraz zależność oporu od temperatury w okolicach temperatury Kondo.
Rozwiązaniem problemu z otrzymywaną w drugim rzędzie rachunku zaburzeń logarytmiczną rozbieżnością dla niskich temperatur jest zastosowanie teorii grupy renormalizacji, zaproponowanej przez Kennetha G. Wilson.

## Efekt Kondo w kropkach kwantowych
Efekt Kondo w kropkach kwantowych sprawia, że mamy do czynienia z rezonansowym transportem elektronów przez kropkę. Różnice pomiędzy zjawiskiem w próbce objętościowej a kropce kwantowej polega na tym, że w metalu rozpraszanie (mieszanie się) stanów elektronów przewodzenia, opisanych falami płaskimi, ze stanami o innym pedzie, prowadzi do wzrostu oporu, natomiast w kropce kwantowej rezonans Kondo (rozpraszanie – mieszanie stanów elektronów przewodzenia) ułatwia przepływ elektronów z jednej elektrody do drugiej, co odpowiada obniżeniu oporu.